# El Pino de la Virgen

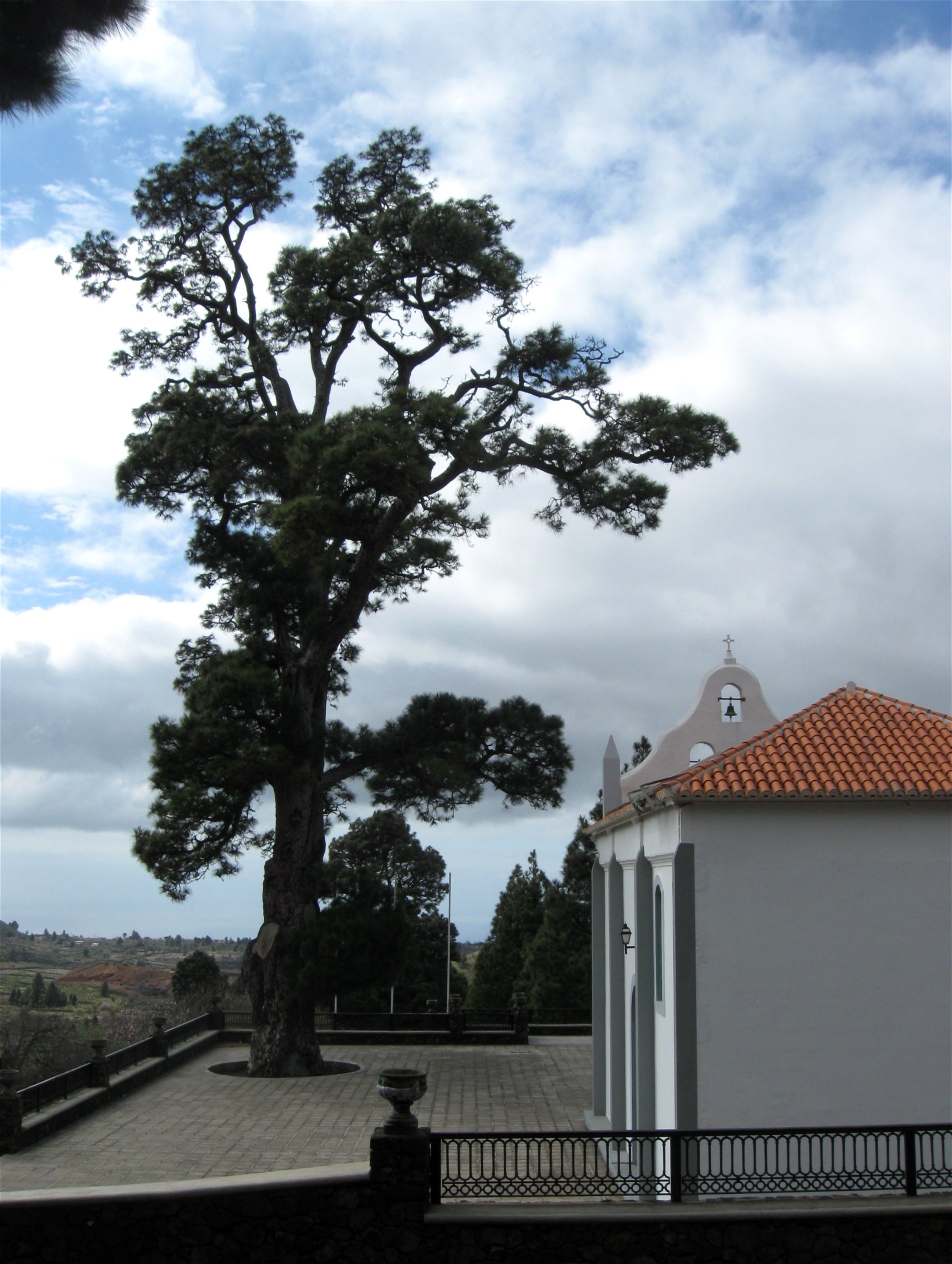
El Pino de la Virgen, daneben die Ermita de la Virgen del Pino

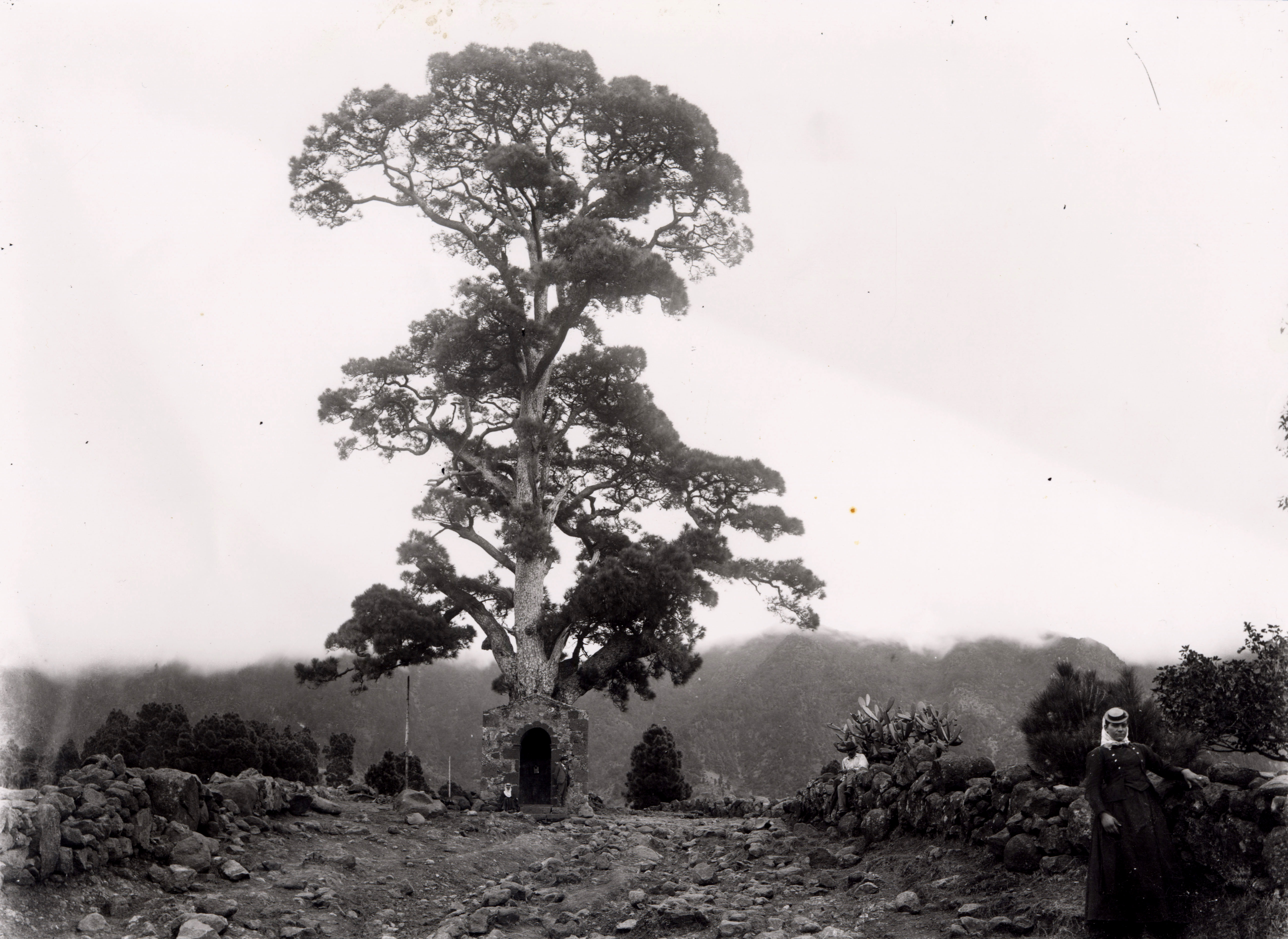
El Pino de la Virgen, um 1895

El Pino de la Virgen ist eine Kanarische Kiefer in der Gemeinde El Paso auf der Insel La Palma. Der Baum wurde 2014 in der Kategorie Sitio histórico (Historische Stelle) zum geschützten Kulturgut (Bien de Interés Cultural) erklärt.
Er hat einen Durchmesser von etwa 240 Zentimetern, einen Umfang von 7,22 m (in 130 cm Höhe gemessen) und eine Höhe von etwa 32 Metern und ist etwa 800 Jahre alt. Er zählt damit zu den größten und gilt als der älteste seiner Art. Zugleich gilt er als der älteste Baum der Kanarischen Inseln.

## Geschichte
Erste Berichte über den Baum stammen aus der Zeit der Eroberung La Palmas (etwa 1492/1493). Einem spanischen Soldaten soll demnach ein Bild der Jungfrau Maria (spanisch: La Virgen) in den Ästen des Baumes erschienen sein. Andere Quellen berichten, je nach Auslegung, davon, der Soldat habe ein Marienbild beziehungsweise eine Marienstatue in den Ästen gefunden. So gab man dem Baum den Namen de la Virgen und der Virgen den Namen del Pino (auch: Nuestra Señora del Pino de la Virgen).
Im Stamm befindet sich eine Aushöhlung von etwa zwei Metern Höhe, 50 Zentimetern Breite und 40 Zentimetern Tiefe. Es wird vermutet, dass in dieser Aushöhlung die erste Marienstatue platziert worden ist, die zu einem nicht bekannten Zeitpunkt verloren ging und durch eine neue Statue ersetzt wurde. Ende des 19. Jahrhunderts wurde neben der Kiefer eine kleine Kapelle gebaut. Im Jahr 1930 wurde in unmittelbarer Nähe des Baumes die neue Kapelle Ermita errichtet; seither ist die neue Statue dort untergebracht.
Der Baum ist laut der damaligen Bürgermeisterin von El Paso, María Dolores Padilla, Motiv zahlreicher Stiche und Bildtafeln. Das hohe Alter und Umwelteinflüsse hatten den Baum in einen „besorgniserregenden Zustand“ versetzt. Biologische Untersuchungen der Universität La Laguna in San Cristóbal de La Laguna auf Teneriffa empfahlen bereits 2008, unverzüglich baumchirurgische Eingriffe vorzunehmen, die 2016 auch von der Politik gefordert und in der Folge mit Erfolg umgesetzt wurden.

## Bajada de la Virgen
Seit 1955 finden alle 3 Jahre von August bis September zu Ehren der Virgen große, etwa sechs Wochen dauernde Festlichkeiten mit zahlreichen Einzelveranstaltungen statt. Ein Höhepunkt des Festes ist die Bajada; hierbei wird in einer Prozession die Marienstatue von der Kapelle hinunter ins Dorf El Paso getragen.